# Anybody Wanna Buy a Heart?
Anybody Wanna Buy a Heart? è il secondo album in studio della cantante statunitense K. Michelle, pubblicato nel 2014.

## Tracce
1. Judge Me – 3:08
2. Love 'Em All – 4:05
3. Going Under – 3:45
4. Cry – 4:45
5. How Do You Know? – 3:35
6. Hard to Do – 3:58
7. Maybe I Should Call – 3:28
8. Something About the Night – 3:30
9. Miss You, Goodbye – 3:05
10. Build a Man (includes "Build a Man" intro) – 6:02
11. Drake Would Love Me – 4:19
12. God I Get It – 4:38